# Дневна светлина (филм, 1974)
„Дневна светлина“ е български игрален филм (драма) от 1974 година на режисьора Маргарит Николов, по сценарий на Недялко Йорданов. Оператор е Иван Самарджиев. Музиката във филма е композирана от Симеон Пиронков.

## Актьорски състав
Роли във филма изпълняват актьорите:
- н.а. Иван Кондов – Константинов, директорът на химкомбината
- з.а. Петър Слабаков – фотографът Михаил (Мишо), приятелят на Лена
- Младен Киселов – инж. Слави Младенов
- Веселин Танев – инж. Иван Стаматов
- Адриана Палюшева – жената на директора
- Евгения Баракова – Нели
- Естер Сокач
- Елза Илиева
- Едуард Захариев – Минчев
- Васил Антов
- Теодор Юруков (като Тео Юруков) – Петров
- Стефан Цветков
- Калчо Калчев
- Нешо Караджински
- Вълчан Вълчанов
- Стефан Чолаков
- Петър Борисов
- Светозар Атанасов
- Светлана Атанасова
- Кина Мутафова – Лена
- Любов Коцева
- Федя Захариев
- Иво Киселов
- Ралица Николова
- Валентин Костов
- Стефан Кедев
- Климент Михайлов
- ВИС „Чановете“

Неуказани в субтитрите:
- Ангел Савов
- Росица Русева
- Калин Арсов
- Кристиян Фоков
- Стефан Попов
- Юри Сафчев
- Божидар Янков